# Leverkusen
Leverkusen német város Észak-Rajna-Vesztfália tartományban, a Bayer AG gyógyszeripari vállalat székhelye. Labdarúgóklubja a Bayer 04 Leverkusen.

## Fekvése
Leverkusen a Rajna keleti partján fekszik. Szomszédvárosok: Délre és nyugatra Köln; északra Monheim am Rhein, Langenfeld, Leichlingen és Burscheid; keletre Odenthal és Bergisch Gladbach.

## Városrészek

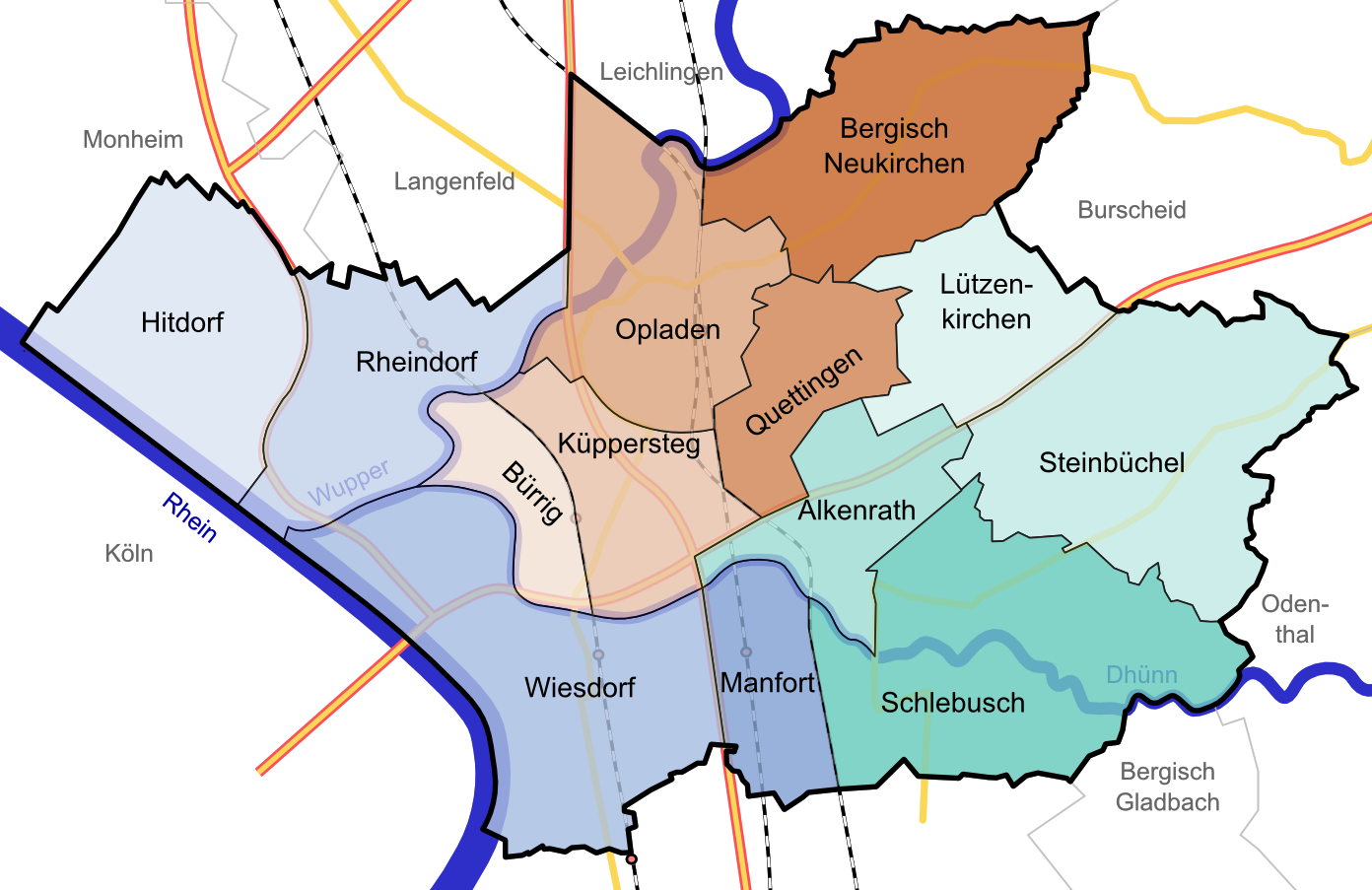
Kerületek és városrészek: I. kerület kék, II. piros, III. zöld

- I. kerület: Wiesdorf, Manfort, Rheindorf és Hitdorf
- II. kerület: Opladen, Küppersteg, Bürrig, Quettingen és Bergisch Neukirchen
- III. kerület: Schlebusch, Steinbüchel, Lützenkirchen és Alkenrath

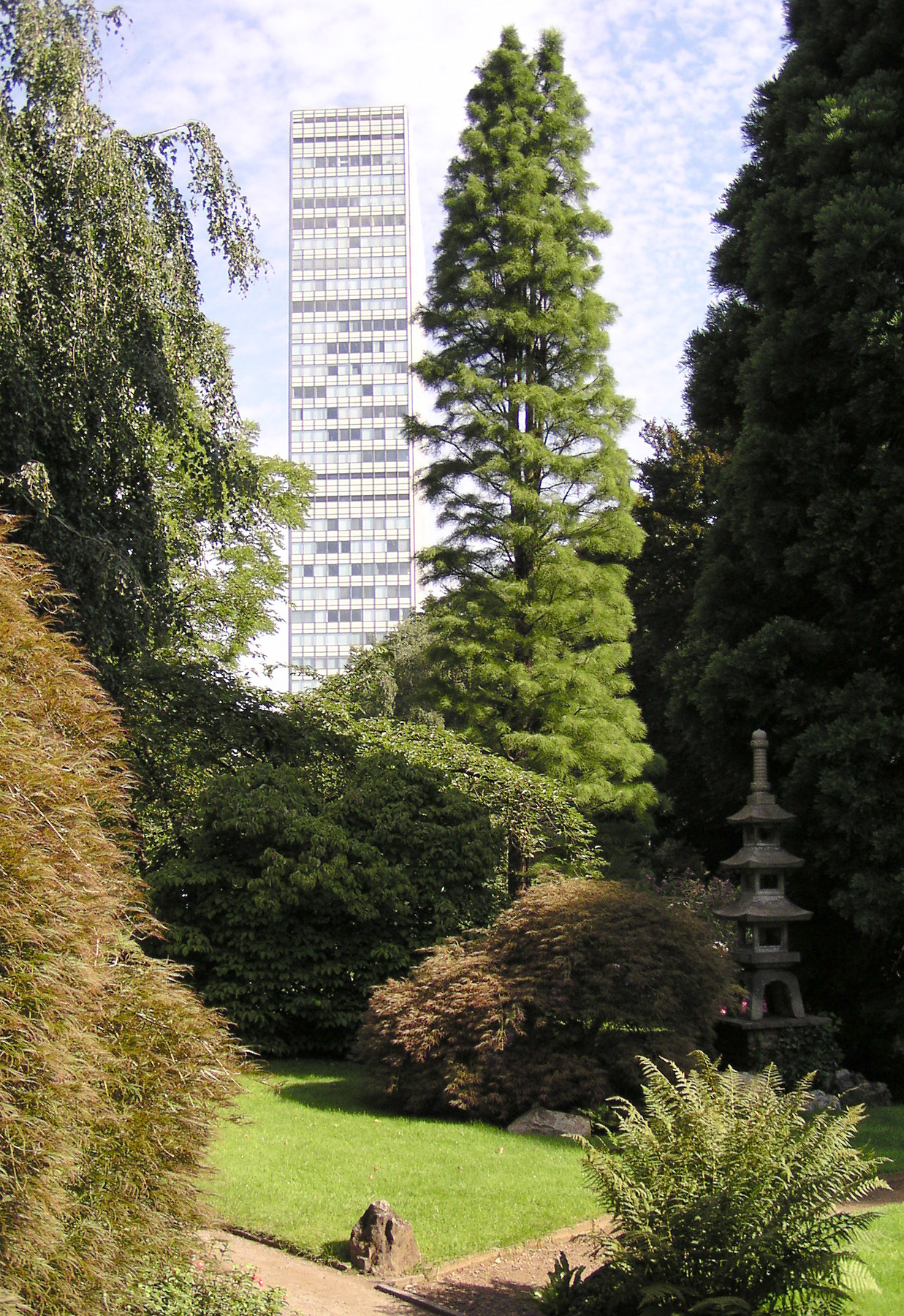
Japánkert a Bayer-toronyház előtt

## Története
1930-ban egyesítették Wiesdorfot, Schlebuschot, Steinbüchelet és Rheindorfot, ekkor jött létre a város Leverkusen.

## Politika
A városi tanácsnak 53 tagja van:
- A főpolgármester 1
- CDU 17
- SPD 14
- Zöldek 5
- Bürgerliste 4
- OP 3
- többiek 9

## Testvérvárosok
- Oulu, Finnország, 1968
- Bracknell Forest, Egyesült Királyság, 1973
- Ljubljana, Szlovénia, 1979
- Nazrat-Illit, Izrael, 1980
- Chinandega, Nicaragua, 1986
- Schwedt, Németország, 1989
- Racibórz, Lengyelország, 2002
- Villeneuve-d’Ascq, Franciaország, 200

## Híres szülöttei
- Paul Janes (1912–1987) világbajnoki bronzérmes labdarúgó
- Jörg Bergmeister (* 1976) autóversenyző
- Danny Ecker (* 1977) rúdugró
- Felix Sturm (* 1979) ökölvívó
- Ioannis Masmanidis (* 1983) labdarúgó
- Okan Aydın (* 1994) labdarúgó